# Greenburgh
Greenburgh es un pueblo ubicado en el condado de Westchester en el estado estadounidense de Nueva York. En el año 2000 tenía una población de 86,764 habitantes y una densidad poblacional de 1,097.6 personas por km².

## Geografía
Greenburgh se encuentra ubicado en las coordenadas 41°1′55″N 73°49′59″O / 41.03194, -73.83306. Según la Oficina del Censo, la ciudad tiene un área total de 93,7 km² (36,2 mi²), de la cual 79,1 km² (30,5 mi²) es tierra y 14,7 km² (5,7 mi²) (15.64%) es agua.

## Demografía
Según la Oficina del Censo en 2007 los ingresos medios por hogar en la localidad eran de $100,656, y los ingresos medios por familia eran $118,360. Los hombres tenían unos ingresos medios de $64,186 frente a los $46,658 para las mujeres. La renta per cápita para la localidad era de $43,778. Alrededor del 3.9% de la población estaban por debajo del umbral de pobreza.